# Petra Braunová
Petra Braunová, roz. Šatoplechová (* 31. ledna 1967 Praha) je česká spisovatelka.

## Životopis
Narodila se 31. ledna 1967 v Praze. Zde také vystudovala střední ekonomickou školu. Kromě krátké kariéry účetní pracovala jako sekretářka, asistentka, redaktorka, au-pair v zahraničí, průvodkyně Prahou a také krátce pracovala jako uklízečka v McDonald's. 
Žije v Měčíně, malém městečku u Klatov, kde rekonstruuje starou školu a pořádá v ní divadelní tábory a kroužky. S dětmi už zahrála nespočet divadelních her, např. Krysař, Vodník, Noc na Karlštejně, R.U.R nebo Balada pro banditu.
Narození jejího nejstaršího syna Olivera ji inspirovalo k napsání první knihy Rošťák Oliver.

## Dílo

### Próza pro dospělé
- Pozorovatelka, 2007
- Ztraceni v čase, 2007
- Barvy života, 2008
- Kalvárie, 2009
- Horažďovice - perla Otavy, 2009
- Nejsem žádná lvice, 2010
- Kdopak to tu kope, 2010
- Klub radosti dnešního dne, 2011
- Nina, 2013
- Tajemství rodu, 2013
- Ibka, 2022

### Knihy pro děti a mládež
- Rošťák Oliver, 2003
- Česká služka aneb Byla jsem au-pair, 2004
- Neuvěřitelné září, 2004
- Prázdniny za všechny prachy, 2005
- Kuba nechce číst, 2006
- Borůvkové léto s Terezou, 2007
- Terezománie, 2008
- Princové nemyjou záchody, 2009
- Ema a kouzelná kniha, 2010
- Jak se Vojta ztratil, 2010
- Nejhorší den v životě třeťáka Filipa L., 2011
- Ztraceni v čase, 2011
- O chlapci, který spadl z nebe, 2012
- Tramvaj plná strašidel, 2012
- Mladá Boleslav: město automobilů Škoda, 2013
- 3333 km k Jakubovi, 2014
- Kuba nechce prohrávat, 2014
- Nela Malá, co nechtěla být malá, 2014
- Wifina: zábavná encyklopedie pro zvídavé holky a kluky, 2014–2016
- Johana s dlouhýma nohama, 2016
- Sám v muzeu, 2016
- Dům doktora Fišera, 2017
- Johana s nosem nahoru, 2017
- Sám v muzeu a výpravy strom času, 2017
- Johana s hlavou v oblacích, 2018
- Zahrada pod hvězdami, 2018
- Evička Lhářka Žhářka, 2019
- Eda se nedá, 2020
- Muzeum v přírodě Vysočina: průvodce nejen pro děti, 2020
- Muzeum v přírodě Zubrnica: průvodce nejen pro děti, 2020
- Karviná: fajne město na řece Olze, 2021
- Nejdůležitější na světě je kouzelné jablko, 2021
- Výlety s Rozárou za památkami světového dědictví UNESCO: zámek Litomyšl, 2022
- Liberec, 2022[3]